# Parti progressiste mélanésien
Le Parti progressiste mélanésien (en anglais : Melanesian Progressive Party) est un parti politique du Vanuatu.

## Historique
Il fut fondé à la fin des années 1980, fruit d'une scission dans le Vanua'aku Pati. Barak Sopé, secrétaire-général du Vanua'aku Pati, fut en effet expulsé pour s'être opposé à la fermeture en 1988 de la Corporation foncière urbaine (Urban Land Corporation), qui permettait aux propriétaires coutumiers des terres urbaines de contrôler dans une certaine mesure l'usage de ces terres. Qualifiant la décision de violation du droit coutumier et du programme politique jusque lors affiché par le Vanua'aku Pati, il fut contraint de quitter ce dernier, et fonda le Parti progressiste mélanésien. Il conserva l'essentiel du programme politique du Vanua'aku Pati, d'essence socialiste.
Le parti fit son entrée au Parlement lors des élections législatives de 1991, obtenant quatre députés. Barak Sopé lui-même fut élu député d'une circonscription rurale d'Éfaté. Il parvint à former une coalition avec d'autres partis pour accéder au poste de premier ministre en novembre 1999, mais fut déchu par une motion de confiance en avril 2001, accusé de corruption. Condamné à trois ans de prison pour contrefaçon, il reçut une grâce présidentielle au bout de trois mois, et put briguer à nouveau avec succès un siège de député.

## Politiques
Le parti fait campagne pour une assistance financière pour les fermiers, et l'établissement d'une Banque agricole, afin de stimuler le développement du secteur agricole. Il se présente également comme un parti écologiste, ayant forgé une entente avec la Confédération verte et ayant attiré l'attention sur les conséquences du changement climatique, notamment pour les petites îles du Pacifique. Sur le plan de la politique étrangère, il maintient les idéaux qui avaient été ceux du Vanua'aki Pati dans les années 1980 : non-alignement, et soutien apporté aux mouvements anti-coloniaux, notamment en Papouasie occidentale et en Nouvelle-Calédonie.

## Représentation au Parlement
Le parti a obtenu les résultats suivants lors des élections législatives :
| Élection | Sièges |
| -------- | ------ |
| 1991     | 4 / 46 |
| 1995a    | 2 / 50 |
| 1998     | 5 / 52 |
| 2002     | 2 / 52 |
| 2004     | 3 / 52 |
| 2008     | 1 / 52 |
| 2012     | 2 / 52 |
| 2016     | 0 / 52 |
| 2020     | 0 / 52 |

a Au sein du Front de l'unité, coalition composée avec le Vanua'aku Pati et l'Union Tan.